# Тур Даун Андер
Тур Даун Андер (англ. Tour Down Under) — ежегодная шоссейная многодневная велогонка в окрестностях Аделаиды, Южная Австралия. Стартует в третий вторник января и состоит из шести этапов. Первая гонка состоялась в 1999 году. В 2005 году UCI присвоил гонке категорию 2.HC, являющуюся наивысшей для гонок за пределами Европы. В 2008 году первой из неевропейских велогонок получила статус UCI ProTour.

## Характеристики трассы
Этапы тура проходят в основном по равнинным и умеренно холмистым территориям вокруг Аделаиды. Один из этапов включает два круга с восхождением на гору Уиллунга длиной 3 км со средним градиентом 7,6%. 
Средняя температура воздуха в Южной Австралии в январе составляет 29 °C.

## Классификации
- Майка лидера — вручается лидеру общего зачёта и победителю гонки.
- Майка горного короля — вручается лидеру горной классификации.
- Спринтерская майка — вручается гонщику, набравшему наибольшее количество очков на спринтерских отсечках и финише.
- Майка лучшего молодого гонщика — вручается лучшему гонщику в общем зачёте, не достигшему возраста 26 лет.
- Майка самого агрессивного гонщика — субъективная номинация, вручается гонщику, совершившему наибольшее количество атак, участвовавшему в отрывах дольше других и принесшему максимальную пользу команде.
- Майка лучшей команды — вручается команде с наименьшим суммарным временем прохождения этапа (зачёт по четырём лучшим).

## Победители
| Год  | Победитель        | Второй              | Третий            |          |
| ---- | ----------------- | ------------------- | ----------------- | -------- |
| 1999 | Стюарт О’Грэйди   | Йеспер Скиббю       | Магнус Бяcкстедт  |          |
| 2000 | Жиль Меньян       | Стюарт О’Грэйди     | Штеффен Веземан   |          |
| 2001 | Стюарт О’Грэйди   | Кай Хундертмарк     | Фабио Сакки       |          |
| 2002 | Майкл Роджерс     | Александр Бочаров   | Патрик Джонкер    |          |
| 2003 | Микель Астарлоса  | Ленни Кристенсен    | Стюарт О’Грэйди   |          |
| 2004 | Патрик Джонкер    | Робби Макьюэн       | Баден Кук         |          |
| 2005 | Луис Леон Санчес  | Аллан Дэвис         | Стюарт О’Грэйди   |          |
| 2006 | Саймон Герранс    | Луис Леон Санчес    | Робби Макьюэн     |          |
| 2007 | Мартин Эльмигер   | Карл Мензис         | Ларс Бак          |          |
| 2008 | Андре Грайпель    | Аллан Дэвис         | Хосе Хоакин Рохас |          |
| 2009 | Аллан Дэвис       | Стюарт О’Грэйди     | Хосе Хоакин Рохас |          |
| 2010 | Андре Грайпель    | Луис Леон Санчес    | Грег Хендерсон    |          |
| 2011 | Кэмерон Мейер     | Мэттью Госс         | Бен Свифт         |          |
| 2012 | Саймон Герранс    | Алехандро Вальверде | Тьягу Машаду      |          |
| 2013 | Том-Йелте Слагтер | Хавьер Морено       | Герайнт Томас     |          |
| 2014 | Саймон Герранс    | Кэдел Эванс         | Диего Улисси      |          |
| 2015 | Роан Деннис       | Ричи Порт           | Кэдел Эванс       |          |
| 2016 | Саймон Герранс    | Ричи Порт           | Серхио Энао       |          |
| 2017 | Ричи Порт         | Эстебан Чавес       | Джей Маккарти     |          |
| 2018 | Дэрил Импи        | Ричи Порт           | Том-Йелте Слагтер |          |
| 2019 | Дэрил Импи        | Ричи Порт           | Ваут Пулс         |          |
| 2020 | Ричи Порт         | Диего Улисси        | Симон Гешке       |          |
| 2021 | отменено          | отменено            | отменено          | отменено |
| 2022 | отменено          | отменено            | отменено          | отменено |
| 2023 | Джей Вайн         | Саймон Йейтс        | Пельо Бильбао     |          |
| 2024 | Стивен Уильямс    | Джонатан Нарваэс    | Исаак Дель Торо   |          |
| 2025 | Джонатан Нарваэс  | Хавьер Ромо         | Финн Фишер-Блэк   |          |

## Традиции
Болельщиками выбирается молодой, малоизвестный, не играющий значительной роли в команде, не говорящий по-английски гонщик, к которому начинают относиться как к «Суперзвезде» — организуют флеш-мобы в гостинице, пишут его имя на трассах.